# Калояново (село, Пловдивская область)
Калояново (болг. Калояново) — село в Болгарии. Находится в Пловдивской области, входит в общину Калояново. Население составляет 2621 человек.

## Политическая ситуация
Кмет (мэр) общины Калояново — Александр  Крыстев Абрашев (коалиция 4 партий: Граждане за европейское развитие Болгарии (ГЕРБ), Союз демократических сил (СДС), Демократы за сильную Болгарию (ДСБ), Земледельческий народный союз (ЗНС)) по результатам выборов в правление общины.